# 1997 (Skoop On Somebodyのアルバム)
『1997』（イチキュウキュウナナ）は、2022年11月30日に発売された、Skoop On Somebodyの13枚目のオリジナル・アルバム。

## 概要
KO-HEY再加入後、初のオリジナル・アルバム。タイトルは彼らのデビュー年から採られた。
タイトルトラックの「1997」は、長年の付き合いがある松尾潔と久しぶりにタッグを組み製作された。
また、「ORGEL」は「a tomorrowsong」以来のFace 2 fAKEによる提供作品である。
「ORGEL」及び「Save Our Smiles」は一発録りによりレコーディングされた。なお、その模様を収めたMVが製作され、彼らのYouTubeチャンネルで公開されている。
CD+2BD+Photobook+グッズからなる完全生産限定盤、CDのみの通常盤で発売された。

## 収録曲

### CD
『1997』
完全生産限定盤、通常盤
作詞・作曲・編曲：S.O.S.（特記以外）
1. LOVIN' YOU
2. SUPER SHINING
3. GOOD TIME
  - 編曲：Shingo Suzuki
4. 恋の炎
5. Good Night Babe
6. ORGEL
  - 作曲・編曲：Face 2 fAKE
7. 青空
  - 作詞：小林夏海
8. Don't worry it doesn't matter
9. SUMMER ESCAPE〜夏の思い出〜
  - 編曲：S.O.S. (Sampling from "夏の思い出"/ケツメイシ)
10. Hooray Hooray
11. 1997
  - 作詞：松尾潔
12. Save Our Smiles

### BD1
『「25th anniversary LIVE Vol.1〜REJOIN〜」ライブ映像（副音声あり）/ Backstageドキュメント』
完全生産限定盤
1. OPENING
2. M.F.S.B.
3. Sexy Sexi Sexe
4. around the world
5. Perfume Love
6. Soul'n'Roll
7. Nice'n Slow
8. Sing a Song
9. Still
10. ama-oto
11. 祈り
12. KO-HEY's Interlude ～Running of S.O.S.～
13. Every Kiss, Every Lies
14. sha la la
15. SOUL MATE
16. Hooray Hooray
17. No Make de On The Bed
18. ぼくが地球を救う〜Sounds Of Spirit〜
19. バラ色
20. S・O・S
21. Key of Love
22. ENDコメント
23. 「25th anniversary LIVE Vol.1～REJOIN～」Backstageドキュメント

### BD2
『「Special Live Session 2022」ライブ映像 / ｢25th anniversary LIVE Vol.2〜club SOS〜｣Tourドキュメント』
完全生産限定盤
1. OPENING
2. sha la la
3. Amanogawa
4. free?
5. Nice'n Slow
6. 潮騒
7. Hooray Hooray
8. ぼくが地球を救う〜Sounds Of Spirit〜
9. Everlasting Love
10. 「25th anniversary LIVE Vol.2～club SOS～」ドキュメント